# Ur-Baba
Ur-Baba (auch Urbaba; auch eine Transkription als Urbau ist möglich) war ein Herrscher über den sumerischen Staat Lagasch und Begründer der II. Dynastie von Lagasch.
Über die Herkunft und Regierungszeit Ur-Babas ist nur wenig bekannt, jedoch scheint es, dass er im südlichen Sumer einen gewissen Einfluss gewonnen hatte. Einer der Orte in seinem Einflussbereich scheint die altehrwürdige Stadt Ur gewesen zu sein, wo er seine Tochter Enanepada zur Hohepriesterin des Mondgottes Nanna machte. Seine Tochter Ninalla heiratete Gudea, der sein Nachfolger werden, Ur-Babas Werk weiterführen und zum Höhepunkt bringen sollte. Auch mindestens zwei der wohl drei weiteren Herrscher der Dynastie – darunter der letzte, Namahani, heirateten Töchter Ur-Babas.
Die spärlichen überlieferten Quellen sprechen vor allem von mehreren Bautätigkeiten für verschiedene Götter in Ur-Babas Namen im gesamten Staatsgebiet.